# 小行星4444
小行星4444（4444 Escher）是一颗绕太阳运转的小行星，为主小行星带小行星。该小行星于1985年9月16日发现。

## 轨道参数
小行星4444的轨道半长轴为2.3236535 UA，离心率为0.135。